# 3-hidroxiflavona
La 3-Hidroxiflavona es un compuesto químico. Es la columna vertebral de todos los flavonoles, un tipo de flavonoide. Es un compuesto sintético, que no se encuentra naturalmente en las plantas. Sirve como una molécula modelo, ya que posee un efecto de transferencia en estado excitado de protones intramoleculares (ESIPT) para servir como una sonda fluorescente para estudiar las membranas, por ejemplo, o proteínas intermembrana. El tautómero de emisión verde (λmax ≈ 524 nm) y la emisión normal de azul-violeta (λmax ≈ 400 nm) se originan a partir del estado fundamental de dos poblaciones diferentes de moléculas 3HF. El fenómeno también se da en física de los flavonoles naturales. Aunque 3-hidroxiflavona es casi insoluble en agua, su solubilidad acuosa (por lo tanto la biodisponibilidad) se puede aumentar mediante encapsulación en cavidades de ciclodextrina

## Síntesis
La reacción de Algar-Flynn-Oyamada es una reacción química mediante la cual una chalcona se somete a un ciclo oxidativo para formar un flavonol.